# Макарівка (Скадовський район)
Мака́рівка — село в Україні, у Мирненській селищній громаді Скадовського району Херсонської області. Населення становить 525 осіб.
24 лютого 2022 року село тимчасово окуповане російськими військами під час російсько-української війни.

## Населення
Згідно з переписом УРСР 1989 року чисельність наявного населення села становила 538 осіб, з яких 249 чоловіків та 289 жінок.
За переписом населення України 2001 року в селі мешкало 514 осіб.

### Мова
Розподіл населення за рідною мовою за даними перепису 2001 року:
| Мова       | Відсоток |
| ---------- | -------- |
| українська | 92,76 %  |
| російська  | 6,86 %   |
| молдовська | 0,19 %   |